# Charles Frederick Oldham
Charles Frederick Oldham (* 2. Januar 1832; † 25. März 1913 in Great Bealings, Suffolk) war ein britischer Mediziner und Religionsgeschichtler.

## Leben
Oldham studierte am 1733 gegründeten St. George’s Hospital in Lanesborough House, Hyde Park Corner in London Medizin. 1858 wurde er Mitglied des Royal College of Surgeons of England (M.R.C.S.) und 1859 wurde er Lizentiat des Royal College of Physicians Edinburgh (L.R.C.P. Edin.).
Am 27. Juli 1859 trat Oldham als Assistenzarzt in den „Indian Medical Service“  ein und wurde am 27. Juli 1871 zum Chirurgen ernannt. Er diente in der Aligarh Levy, die jedoch 1888 im Zuge des Rawalpindi Review aufgelöst wurden, danach in der 39. Bengal Native Infantry. In den 1860er Jahren arbeitete er als Arzt in Gurdaspur und Dalhousie im Pandschab und als ein Medizinischer Beamter im Fürstenstaat von Bahawalpur in Cholistan. Die Beförderung zum Surgeon Major erfolgte am 1. Juli 1873. 1875 wurde Oldham zu dem 1st Gurkha Rifles regiment in Dharmsala versetzt, bei denen er bis zum Ende seiner Dienstzeit verblieb. Von 1875 bis 1876 nahm er an dem Perak-Feldzug gegen Sultan Abdullah in Malaysia teil. Am 24. Oktober 1887 wurde er zum Brigadearzt befördert. Von 1878 bis 1879 nahm er mit der Thal Chotiali Field Force am Zweiten Anglo-Afghanischen Krieg gegen Sher Ali Khan und ihrem abenteuerlichen Rückmarsch von Quetta nach Indien teil. Am 28. Februar 1890 wurde er pensioniert.
Oldham war Mitglied der Royal Asiatic Society.

## Wirken
Die frühen Publikationen Oldhams beschäftigen sich mit medizinischen Themen, insbesondere der Malaria. In der Folge interessierte er sich mehr und mehr für geographische und insbesondere religionsgeschichtliche Themen, wobei ihm seine während seiner militärischen Laufbahn erworbenen gute Kenntnisse von Nordindien und Afghanistan zugutekam. Insbesondere beschäftigte Oldham die Frage der Schlangenverehrung. Er stellte die These auf, dass die Nâgas und Asuras der Veden nicht, wie von Friedrich Max Müller angenommen, Sturmgeister sind, sondern die einheimischen Gegner der einwandernden Arier darstellen, und dass deren Nachfahren noch heute in Kaschmir, zwischen den Flüssen Chenab und Ravi lebten. Sie verehren besonders Sesha, Vasuki Basdeo oder Biisak Nag, Takshaka oder Takht Nag und andere Nāga Rajas, die in menschlicher Form dargestellt werden. Ihre Tempel, so nahm Oldham an, hatten sich seit der Zeit des Mahābhārata kaum verändert. Sie sind meist aus massiven Zedernstämmen erbaut.
Die Drawidier Südindiens seien ebenfalls die Nachkommen dieser Stämme.
Oldhams Werke zum Schlangenkult wurde überwiegend positiv aufgenommen, auch wenn die Rezensenten seine fehlenden historischen und ethnographischen Kenntnisse hervorheben. The Sun and the Serpent erlebte mindestens vier Auflagen.

## Werke
- What is Malaria, and why is it most intense in hot Climates? An enquiry into the nature and cause of the so-called marsh poison, with remarks on the principles to be observed for the preservation of health in tropical climates and malarious districts. Lewis 1871.
- Reply to Dr. MacLean’s Observations in his critical Examination of Dr. Munro’s Views on Malarial Fevers, etc. In: The British Medical Journal, 2, Nr. 769, 25. September 1875, S. 394–395.
- Serpent-Worship in India. In: Journal of the Royal Asiatic Society of Great Britain and Ireland, Juli 1891, 361–392.
- The Saraswati and the Lost River of the Indian Desert. In: Journal of the Royal Asiatic Society of Great Britain and Ireland 1893, S. 49–76.
- The topography of the Arabian Sea in the neighbourhood of the Laccadives: The physical features of some of the Laccadive Islands. 1895.
- The Nāgas: a contribution to the history of serpent-worship. In: Journal of the Royal Asiatic Society of Great Britain and Ireland, Juli 1901, S. 461–473.
- The Sun and the Serpent: A Contribution to the History of Serpent-Worship. Archibald Constable & Co., London 1905 (bei Internet Archive).